# 벤 바스

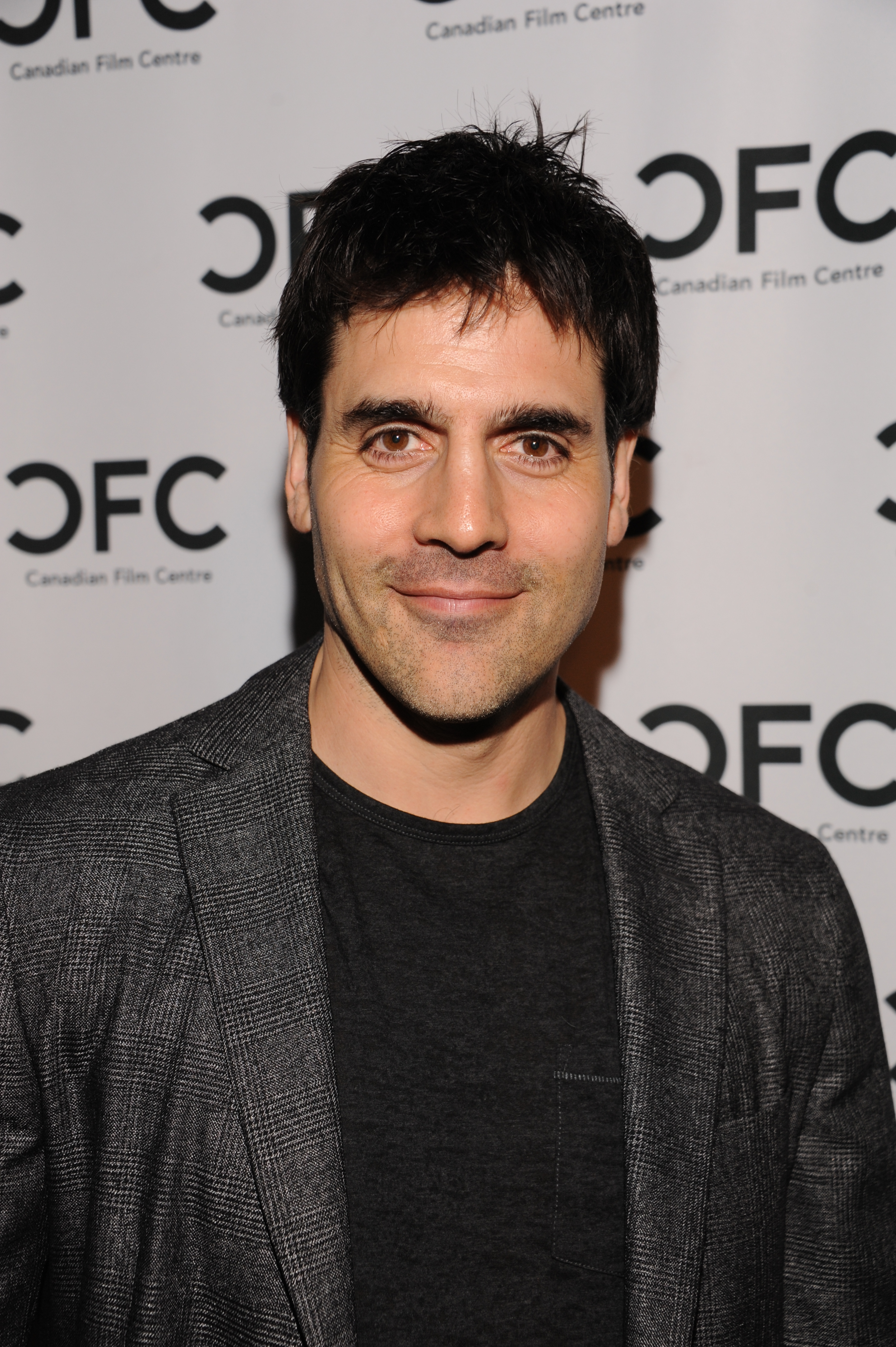

벤 배스(Ben Bass, 1968년 8월 14일 ~ )는 미국의 배우이다.
볼티모어에서 태어났다.

## 출연 작품

### 영화
- A Killer Among Friends (1992)
- 때로는 모든 걸 잃어볼 필요가 있다 (1998)
- 사탄의 인형 4: 처키의 신부 (1998)
- Murder in a Small Town (1999)
- 6번째 날 (2000)
- 환상 특급 - 죽음의 환타지 (2001, Strange Frequency)

### 텔레비전
- Forever Knight (1995)
- 탐정 몽크 (2002)
- 환상특급 (2003)
- 퀴어 애즈 포크 (2005)
- 루키 블루 (2010-15)